# Flumeri
Flumeri é uma comuna italiana da região da Campania, província de Avellino, com cerca de 3.325 habitantes. Estende-se por uma área de 34 km², tendo uma densidade populacional de 98 hab/km². Faz fronteira com Ariano Irpino, Castel Baronia, Frigento, Grottaminarda, San Nicola Baronia, San Sossio Baronia, Sturno, Villanova del Battista, Zungoli.

## Demografia
| Variação demográfica do município entre 1861 e 2011                               |
|                                                                                   |
| Fonte: Istituto Nazionale di Statistica (ISTAT) - Elaboração gráfica da Wikipedia |